# Coleophora canariella
Coleophora canariella é uma espécie de mariposa do gênero Coleophora pertencente à família Coleophoridae.